# Wanna Get to Know You
Wanna Get to Know You – trzeci singiel promujący album pt Beg for Mercy, amerykańskiego zespołu hip-hopowego G-Unit. Gościnnie występuje piosenkarz - Joe. Do singla powstał teledysk.